# Luis Suárez Miramontes
Luis Suárez Miramontes (Corunha, 2 de maio de 1935 – Milão, 9 de julho de 2023) foi um futebolista e treinador de futebol espanhol. Jogou como meio-campista para o Deportivo de La Coruña, o Barcelona, a Inter de Milão e a Sampdoria.  Luis é considerado um dos maiores jogadores da Espanha; Ele era conhecido por seu estilo de jogo elegante, fluido e gracioso. Apelidado de El Arquitecto (o arquiteto), em 1960, venceu a Bola de Ouro, sendo durante 64 anos o único jogador nascido na Espanha a conquistar o prêmio até que, em 2024, o prêmio foi conquistado por Rodri. Em 1964, ele ajudou a Espanha a vencer o Campeonato Europeu de Futebol.
Ele se aposentou como jogador em 1973, depois de três temporadas na Sampdoria.
Suárez posteriormente iniciou uma carreira como treinador e treinou a Inter de Milão em três ocasiões distintas. Ele  treinou também a Espanha U21 e a equipe sénior da Espanha.  Luis levou a Espanha a segunda rodada da Copa do Mundo de 1990. Ele também treinou vários clubes da Itália e da Espanha. Miramontes era um olheiro da Inter de Milão até sua morte, 9 de julho de 2023.

## Carreira

### Inicio de carreira
Iniciou sua carreira de futebolista no Deportivo La Coruña em 1949 e passou pelos juniores antes de fazer sua estreia em 1953. Entre seus companheiros de equipe no Deportivo estavam Pahiño e Arsenio Iglesias. Ele jogou 17 jogos e marcou 3 gols para o Deportivo durante a temporada. Em 1954, ele se transferiu para o Barcelona, mas passou a maior parte da temporada 1954-55 para no Barcelona B na Segunda División.

### Barcelona
Entre 1955 e 1961, Suárez foi regular na equipe do Barcelona que também incluia Kubala, Czibor, Kocsis,Ramallets e Evaristo de Macedo. Com Helenio Herrera como treinador, o clube e Suárez venceu uma La Liga em 1959 e uma Copa del Rey em 1960. Suárez também foi eleito Ballon d'Or em 1960.
Um de seus últimos jogos no Barcelona foi a final da Liga dos Campeões em 1961, que o clube perdeu 3-2 para o Benfica.

### Inter de Milão

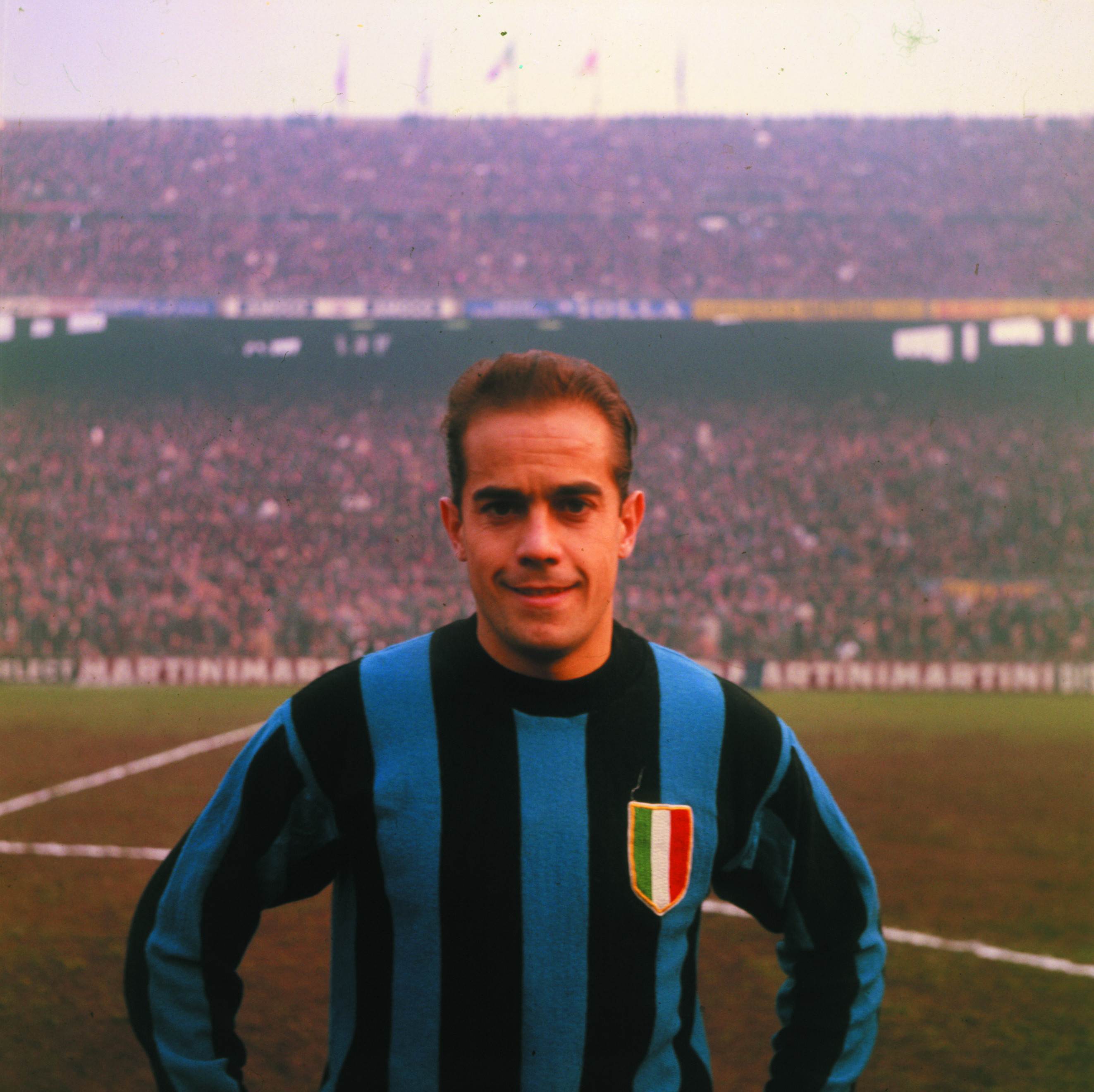
Suárez com Inter no San Siro

Em 1961, Suárez tornou-se o futebolista mais caro do mundo, quando o Barcelona o vendeu ao Inter de Milão por 250 milhões de liras italianas. O movimento o viu seguir seu mentor Helenio Herrera.
Suárez tornou-se um titular regular na equipe Grande Inter que ganhou três títulos da Serie A, duas Liga dos Campeões e duas Copas Intercontinentais. Entre 1961 e 1970, ele fez 328 partidas na Inter e marcou 55 gols.

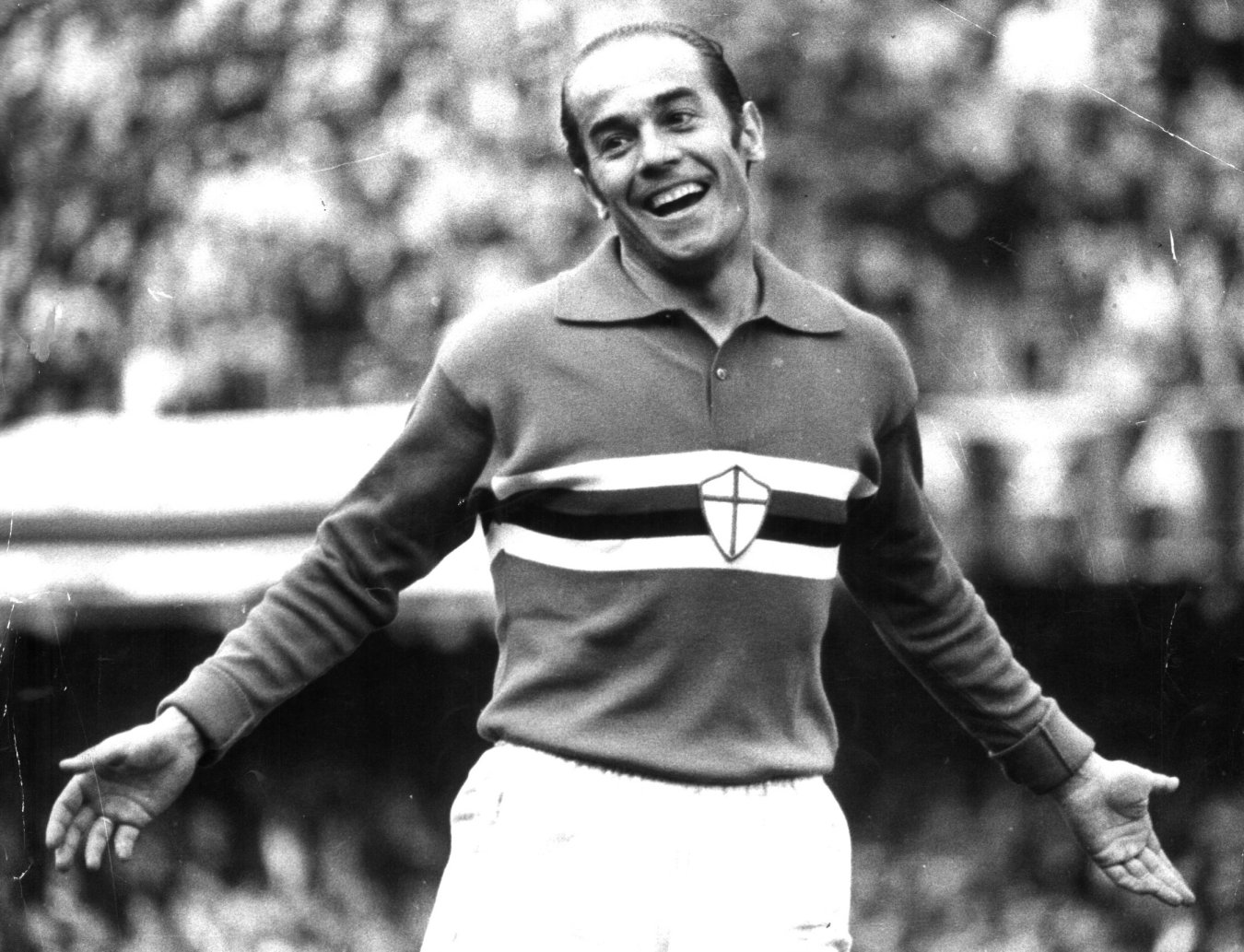
Suárez pela Sampdoria

Em 10 de março de 1963, ele marcou três vezes em uma vitória por 6-0 sobre Genoa CFC; Este foi o primeiro espanhol a fazer um hat-trick na Serie A. Suso no Genoa em 2016 igualou essa marca. 

## Na Seleção
Suárez jogou 32 jogos pela Espanha e marcou 14 gols. Ele estreou em 30 de janeiro de 1957 em uma vitória por 5-1 sobre a Holanda e representou a Espanha nas Copas do Mundo de 1962 e 1966. No entanto, sua maior conquista com a Espanha ocorreu em 1964 quando, junto com Josep Maria Fusté, Amancio Amaro, José Ángel Iribar e Jesús María Pereda, venceram a Eurocopa de 1964. Ele jogou seu último jogo para a Espanha em 1972.

## Treinador
Como treinador, iniciou sua carreira na Inter de Milão em 1974 e a encerrou também na Inter de Milão em 1995. Seu maior desafio como técnico foi dirigir a Seleção de seu país na Copa do Mundo de 1990, que acabou sendo eliminada para a antiga Iugoslávia nas Oitavas-de-Final, levando 2 gols de Dragan Stojković.

## Morte
Miramontes morreu em 9 de julho de 2023, aos 88 anos, em Milão, Itália.

## Títulos
Barcelona
- La Liga: 1958–59, 1959–60
- Copa del Generalísimo: 1957, 1958–59
- Taça das Cidades com Feiras: 1955–58, 1958–60

Internazionale
- Liga dos Campeões da UEFA: 1963–64, 1964–65
- Serie A: 1962–63, 1964–65, 1965–66
- Copa Intercontinental: 1964, 1965

Seleção Espanhola
- Campeonato Europeu: 1964

### Prêmios individuais
- Ballon d'Or: 1960
  - Silver Ball: 1961, 1964
  - Bronze Ball: 1965
- World Soccer World XI: 1963, 1964, 1965
- Equipe da Eurocopa: 1964
- Marca Leyenda: 2016
- IFFHS MEN’S ALL TIME SPAIN DREAM TEAM[5]